# Trimerodytes percarinatus
Trimerodytes percarinatus är en ormart som beskrevs av Boulenger 1899. Trimerodytes percarinatus ingår i släktet Trimerodytes och familjen snokar.
Arten förekommer från centrala och nordöstra Kina till Myanmar, Laos, norra Thailand, Vietnam, Taiwan och Hainan. Kanske når den även Kambodja. Denna orm lever i låglandet och i bergstrakter mellan 100 och 2000 meter över havet. Individerna besöker vattendrag i skogar och risodlingar. Där jagar de groddjur, grodyngel, kräftdjur och fiskar. Honor lägger 4 till 13 ägg per tillfälle.
För beståndet är inga hot kända och Trimerodytes percarinatus är vanligt förekommande. IUCN kategoriserar arten globalt som livskraftig.

## Underarter
Arten delas in i följande underarter:
- T. p. percarinatus
- T. p. suriki